# Glycosmis cyanocarpa
Glycosmis cyanocarpa är en vinruteväxtart som först beskrevs av Carl Ludwig von Blume, och fick sitt nu gällande namn av Spreng.. Glycosmis cyanocarpa ingår i släktet Glycosmis och familjen vinruteväxter.

## Underarter
Arten delas in i följande underarter:
- G. c. erythrocarpoides
- G. c. larsenii
- G. c. linearifolia
- G. c. philippinensis
- G. c. platyphylla
- G. c. rubiginosa
- G. c. wirawanii